# Nicholas Friton
Nicholas Friton (falecido em 1597) foi um prelado católico romano que serviu como bispo de Naquichevão (1560–1597).

## Biografia
No dia 20 de outubro de 1560, Nicholas Friton foi nomeado bispo de Naquichevão durante o papado de Pio IV, onde serviu como bispo até à sua morte em 1597.